# 豊田薫 (外交官)
豊田 薫（とよだ かおる）は、日本の外交官。太平洋戦争開戦前の1939年9月から1940年10月まで在シンガポール日本総領事を務め、在任期間中に領事館「嘱託」職員による情報工作を指揮、領事館職員がコックス事件や篠崎スパイ事件に関連して英海峡植民地警察当局に相次いで逮捕された。日本占領時期にはシンガポール（当時の昭南特別市）政庁総務部長を務めた。

## 経歴
- 東京商科大学卒[2]。外務省入省後、在ワシントンD.C.日本大使館付、在ロサンゼルス副領事[2]。
- 在上海大使館書記官[2]。
- 在ハーグ公使館書記官[2]。
- 1937年 外務省調査部第4課長[2]。
- 1939年9月 シンガポール総領事[3][4]。
- 1940年11月 外務省南洋局第1課長[5]。
- 1942年2月 マレー作戦を行った日本軍(第25軍)に軍政要員として随行、占領直後のシンガポールに入り、シンガポール総領事時代に旧知の間柄だった英海峡植民地政府の民政長官代理・ワイスバーグと会見[6]。同年3月の大達茂雄昭南特別市長着任まで、代理市長的な立場にあった[6]。
- 同月 軍政本部から市政庁へ移り、昭南特別市政庁総務部長[7]。
- 1943年6月 上海総領事[8][9]

## 豊田薫調書
豊田は、1946年5月24日に米軍OCCIOで尋問を受け、1939年9月から1940年10月までの英領マラヤ総領事時代に日本領事館員が行っていたスパイ活動に関する質問に答えている。その中で豊田は、自身が情報工作を行っていたことは否定したが、自身の知らないところで領事館員が情報工作のためにスパイを使っていたかもしれない、と証言した。豊田の在任期間中、駐英領マラヤ日本総領事館には以下の職員が勤務しており、OCCIOは無線通信を行う篠崎と海軍予備士官の永山が机を並べていた点に着目していた。
- 橋詰某：副領事
- 島貫某：商務嘱託
- 永山某：海軍予備士官
- 斎藤某ほか数名：一等書記官
- 篠崎護：無線操作員
- 小林猪四郎：同盟通信従業員
- 柏原某：『シンガポール日日新聞』編集長

## 家族
- 1939年9月当時、妻1人、娘2人[13]。